# IBM Systems Director
IBM Systems Director は、IBMのサーバー製品ブランドであるIBM Systemsの、プラットフォーム管理（システム管理）ソフトウェアである。

## 概要
IBM Systems Directorは、IBMが提供するシステム管理ソフトウェアのシリーズである。特にハードウェアと密接に連携して、サーバーの監視・管理機能を提供する。歴史的にはIAサーバー（x86サーバー）を中心に名称変更を重ねながら発展し、現在ではハードウェアとしてはインテル及びx86互換プロセッサ、RISC (POWER)、System zをサポートし、OSとしてはWindows、Linux、AIX、i5/OS、VMware ESX Server、Hyper-Vなど幅広くマルチプラットフォームをサポートしている。日本市場においては日本アイ・ビー・エム株式会社が製品の提供、およびサポートを行っている。なお、IBMソフトウェア事業部が提供するTivoliブランドのシステム管理の製品群やCA Unicenter、HP Openview、Microsoft Systems Management Server、System Center Operations Manager(MOM)、BMC Patrol、NetIQとの連携機能により、メッセージ処理やサービス管理などに関して一部の機能を連動させることもできる。

## 歴史

### 1993年-1997年
IBM Systems Directorの原型はアメリカ合衆国ノースカロライナ州、リサーチ・トライアングルのIBM Raleighの開発部門で開発され、1993年にx86サーバ/クライアントPC管理用ツール　NetFinity Managerとして発表された。NetFinityという名称はIBMの造語で、NetworkとInfinityを掛け合わせたものである。NetFinity Managerは当初OS/2 2.0での稼働を前提に実装され、その後 Windows,Netwareなど他のOSに移植されていった。NetFinity Managerの操作ユーザーインターフェースがOS/2のGUIであるワークプレース・シェルに準じているのは、この開発経緯によるものである。また提供開始後の数年間において、稼働環境や機能の拡張・変更とともに何度も名称変更が行われてた。1996年にはIBMのシステム管理製品である「SystemView」の一つとして位置づけられ、「IBM PC SystemView」に製品名称になったが、同年後半には、IBMが買収したTivoli社の管理製品の一つにリブランドされ、「Tivoli TME10(Tivoli Management Environment) NetFinity」に名称変更された。ただし、TME10の"10"が意味する10種類の管理製品の中にNetFinity Managerは含まれておらず、そもそもNetFinity Managerは当時のTivoli社の"TME"と呼ばれる管理製品が採用していたTivoliマネージメントフレームワーク(TMF)上で稼働する構造ではなかった。また製品の開発や提供は、TivoliではなくIBMのPC Server部門で管轄で行われておりTivoli社の製品群との関係性は薄かった。翌1997年には"TME10"の名称は外され、発表当初の名称を若干変更したIBM Netfinity Manager(fは小文字に変更）とされた。
NetFinity Managerの技術上の大きな特徴は一般的な管理ソフトウェアでは、管理サーバを中心としたクライアントサーバ型の実装をされることが多いが、NetFinity Managerは、「マネージャーモジュール」「エージェントモジュール」間のピアツーピア型の実装であり専用の管理サーバを必要としない構造であったことで、管理者端末から管理対象のシステムに直接の通信で管理操作を行うことが可能であり、小規模環境の管理には非常に適している。ただし専用の管理サーバを設置しない場合は、管理対象からの故障通知などは、管理者端末が稼働しているときしか受信できないことになることや、NetFinity Manager自体は管理対象のインベントリ情報を蓄積するデータベースを持っていないことから、実際の利用では、専用の管理サーバを用意して「マネージャーモジュール」を導入することも多い。NetFinity Managerは管理対象情報を蓄積するインベントリデータベースを含んでおらず、インベントリ管理が必要な場合には製品に、DB2,Oracle DB, Lotus Notes,SQL Server等へのエクスポートをサポートしている。
管理対象との接続に利用可能なネットワークプロトコル対応の柔軟性にも特徴があり、TCP/IPや、当時のクライアントサーバで主流だったNetBIOSやIPXを介してのプロトコルを混在した管理も可能であるのはもちろん、IBMメインフレーム環境で主流だったプロトコルであるSNAにも対応していた。軽量なソフトウェアであり当時の低速なPC,サーバの能力でも軽快な操作が可能であったが、ピアーツーピアの構造上、管理操作は、同時並列ではなく、順次実行であり、多台数の管理対象への管理操作を同時に行うことが必要な管理業務には、完了に時間がかかるなど、多分に適していない面があった。ただし、管理中継サーバを一定の管理対象数ごとに配置することなど、現場での工夫である程度の最適化を行うことは可能である。管理者の使い勝手がよい小回りの利く管理ソフトウェアであったことから利用者の評価は高くLAN Magazine誌「LAN Management」部門にて「Products of the year」を受賞している。
なお、IBM製 x86サーバでは初期から、OSを介さずに直接ハードウェアにログインして管理する機能を「Advanced Systems Management Adapter」、「システム管理PCIアダプター」、「リモート管理アダプター」などのオプション（一部のハイエンド機種では標準）として提供していたが、それらの機能はこのNetFinity Managerからの操作でも利用可能であった。

### 1998年
1998年にはNetfinity ManagerのアドオンソフトとしてNetCube V1.0が発表された。NetCubeは日本アイ・ビー・エム大和研究所が日本市場の顧客の要望に応えるために独自開発した製品であり、Netfinity Managerでは標準提供されていなかったソフトウェア開発キット(COMコンポーネント)、トポロジー管理、ソフトウェア配布、後にジョブ管理などの機能がV2.0で追加提供された。
一方でIBMのPC部門(現Lenovo)では,1996年にIntelが発表したクライアントPCの管理規格の構想であるWfM(Wired for Management)及び　IntelとIBM間で結ばれた AMA (Advanced Manageability Alliance) の技術提携やDMTFで提唱されたAOL(Alert on LAN)やWBEM(Web-Based Enterprise Management),DMI(Desktop Management Interface),SMBIOS(System Management BIOS)に基づいたクライアントPC管理ソフトウェアの開発を進めており、1997年にはWake-on-LAN及びRIPL(LCCM v2.0以降はPXE)により、ネットワーク経由でBIOSのプログラム・設定更新やOS配布を実施するLCCM(LAN Client Control Manager) (後にRDM(Remote Deployment Manager)に名称変更)を提供、さらに1998年にはAOL,WBEM,DMI,SMBIOSなどのDMTF規格に基づいて独自にクライアントPC(IBM PC/ThinkPad)専用の管理ツールUMA(Universal Management Agent)(後にUMS(Universal Management Services)に名称変更)の発表を行った。これらの管理ツールは当時において非常に先進的な技術を採用した製品であり、また一部の機能についてはTivoli NetView,Tivoliマネージメントフレームワーク(TMF),Microsoft SMS,Netfinity Manager,LANDeskなどのシステム管理製品と組み合わせての利用を想定した連携機能を提供していた。

### 1999年-2000年
これらの別々の目的で開発された管理ツール群を統一するため、IBMは前述のTivoliのTivoli IT DirectorをベースにしたNetfinity Director with UM Servicesを新製品として開発することを決め、Netfinity Manager,UMS,RDMはこの新製品へ統合されることとなった。これがIBM Systems Directorに繋がる直接の原型となっている。Netfinity ManagerとUMSの機能の中で、クライアントPCとサーバに共通して必要となる管理機能はNetfinity Director with UM Services本体で提供されており、サーバのみで必要になる管理機能とクライアントPCのみで必要になる管理機能はそれぞれ、Netfinity Director with UM Servicesへのアドオンソフトウェア（UM SERVER EXTENSIONS/ UM DESKTOP EXTENSIONS/ RDM(Remote Deployment Manager))として提供され、利用者は管理対象となる環境や要件に応じて、必要とする管理機能を選択できるようになった。
Netfinity Director with UM Servicesが発表された当初(1999年)はライセンスキー変更のみで日本チボリシステムズが提供するTivoli IT Directorへのアップグレードが可能であることなど、Tivoli社からTivoli IT Directorからソフトウェア配布機能などを省略したサブセットの提供を受け、同製品にIBMサーバ/IBM PC/Thinkpadの管理機能を追加した製品であった。しかし、まもなくTivoli社はワークグループ管理製品に関しての戦略を転換し,2000年にはTivoli IT Directorの製品開発と提供を終息したため、IBMが製品を引き継ぐ形で開発と提供を行っていた。

### 2001年-2007年
2000年にIBMはIAサーバー（x86サーバー）のブランド名をこの管理ソフトウェアの名称から"Netfinity Server"とした。2001年にはIAサーバーのブランド名がNetfinityからxSeriesとなったのを受けてNetfinity Director with UM Servicesから"IBM Director"へと名称が変更され、その後、管理対象がIA (x86) アーキテクチャーだけではなくIBM Systems全体にサポート範囲が拡大されたことを受けて、2008年第4四半期にIBM Directorから現在の名称である"IBM Systems Director"へと名称が変更された。

### 2008年-2016年
V5.2までのIBM Systems DirectorはTivoli IT Directorをベースとしたソフトウェアであったが、2008年に構造を一新し,WebSphereをベースとしたV6.1をリリースし、機能やユーザーインターフェースを一新した。2014年に実施されたIBMのx86サーバ事業のLenovoへの事業移管ではIBM Systems Directorは、移管対象に含まれなかったため、2016年現在もIBMが引き続き製品の販売とサポートを行っている。ただし2016年現在のLenovo社の現行販売サーバはIBM Systems Directorへの対応をサポートしておらず、自社製サーバ専用のシステム管理製品として、IBM Systems Directorとは互換性のない別のソフトウェアとして、2015年に「Lenovo XClarity」を発表している。なお、IBM Systems Directorのリリースは2011年に発表されたV6.3以降、後継バージョンはIBMからリリースされていないが、既存顧客へのサポートは2018年4月30日まで提供することが表明されている。

## アーキテクチャー
IBM Systems Directorはエージェント、コンソール、サーバーの3つのコンポーネントで構成される。
- エージェント

監視対象システムに導入するソフトウェアで、共通エージェントとプラットフォームエージェントの2つのモジュールから成る。共通エージェントはサーバーとの接続、認証に用いられ、プラットフォームエージェントはサーバープラットフォームの管理を担う。エージェントを導入しないエージェントレスでの管理も可能であり、収集できる構成情報は限定されるが、軽度・暫定的な管理操作やDirectorエージェントの導入を行う場合に活用できる。
- コンソール

管理者が監視対象システムに対する管理操作やDirectorサーバーの設定操作を行うGUIで、ウェブブラウザからサーバーに接続して起動する。専用のシステムやソフトウェアの導入は不要で、Firefox、Internet ExplorerなどサポートされるウェブブラウザとIBM JREがインストールされたPCで実行できる。ログインユーザー毎に異なる操作権限を持たせコンソールの初期画面をカスタマイズしメニューを制限することが可能である。
- サーバー

サーバーはコンソールで行った管理操作の実質的な処理を行う。またその前提としてエージェントと通信して監視対象システムを検出・登録し、その構成情報をデータベースで管理する。

## 主な機能
- 標準機能
  - ディスカバリー・マネージャー
  - 状況マネージャー
  - 更新マネージャー
  - 自動化マネージャー
  - 構成マネージャー
  - リモート・アクセス
  - ストレージ管理
  - BladeCenter および System x の管理
  - Power Systems 管理
  - System z 管理
  - SNMP 管理
  - Virtualization Manager
- オプション機能

Plug-inと総称されるアドオンソフトウェアをダウンロードしSystems Director環境にインストールして利用できる。
- - Active Energy Manager (一部機能は有償）
  - Service and Support Manager (無償）
  - IBM Systems Director VMControl Image Manager for Linux on System z （有償）
  - IBM Systems Director VMControl Image Manager for Power Systems  （有償）

## サポートOS
IBM Systems Director 6.1がサポートするプラットフォーム/OSは以下である。
| プラットフォーム      | OS                                                                          | サーバー | 共通エージェント | プラットフォーム・エージェント |
| --------------------- | --------------------------------------------------------------------------- | -------- | ---------------- | ------------------------------ |
| Windows(32ビット)     | Windows Server 2003 Datacenter Edition R2                                   |          | OK               | OK                             |
| Windows(32ビット)     | Windows Server 2003 Enterprise Edition/Standard Edition R2                  | OK       | OK               | OK                             |
| Windows(32ビット)     | Windows Server 2003 Datacenter Edition (SP1/2)                              |          | OK               | OK                             |
| Windows(32ビット)     | Windows Server 2003 Enterprise Edition/Standard Edition (SP1/2)             | OK       | OK               | OK                             |
| Windows(32ビット)     | Windows Server 2008 Datacenter Edition (SP1)                                |          | OK               | OK                             |
| Windows(32ビット)     | Windows Server 2008、Enterprise Edition/Standard Edition (SP1)              | OK       | OK               | OK                             |
| Windows(32ビット)     | Windows Vista Business/Enterprise/Ultimate                                  |          | OK               | OK                             |
| Windows(32ビット)     | Windows XP Professional Edition (SP1/2)                                     |          | OK               | OK                             |
| Windows(64ビット)     | Windows Server 2003 Datacenter x64 Edition R2 (SP1/2)                       |          | OK               | OK                             |
| Windows(64ビット)     | Windows Server 2003 Enterprise Edition/Standard x64 Edition R2              | OK       | OK               | OK                             |
| Windows(64ビット)     | Windows Server 2003 Datacenter x64 Edition (SP1/2)                          |          | OK               | OK                             |
| Windows(64ビット)     | Windows Server 2003 Enterprise Edition/Standard x64 Edition                 | OK       | OK               | OK                             |
| Windows(64ビット)     | Windows Server 2008 Datacenter x64 Edition (SP1)                            |          | OK               | OK                             |
| Windows(64ビット)     | Windows Server 2008 Enterprise Edition/Standard x64 Edition                 | OK       | OK               | OK                             |
| VMware:               | VMware ESX Server 3.0/3.0.1/3.0.2/3.5/3.5.1/3.5.2 コンソール                |          | OK               | OK                             |
| VMware:               | VMware ESX Server 3.0/3.0.1/3.0.2/3.5/3.5.1/3.5.2 ゲストOS                  | OK       | OK               | OK                             |
| その他Windows         | Microsoft Virtual Server R2 SP1(ゲスト・オペレーティング・システム)         |          | OK               | OK                             |
| x86 Linux(32ビット)   | Red Hat Enterprise Linux AS 4.0 (Update 5/6/7)                              | OK       | OK               | OK                             |
| x86 Linux(32ビット)   | Red Hat Enterprise Linux ES/WS 4.0 (Update 5/6/7)                           |          | OK               | OK                             |
| x86 Linux(32ビット)   | Red Hat Enterprise Linux AS 5.0 (Update 1/2)                                | OK       | OK               | OK                             |
| x86 Linux(32ビット)   | Red Hat Enterprise Linux ES/WS 5.0 (Update 1/2)                             |          | OK               | OK                             |
| x86 Linux(32ビット)   | Red Hat Enterprise Linux AS/ES/WS 5.0 Xen Kernel (Update 1/2)               |          |                  | OK                             |
| x86 Linux(32ビット)   | SUSE Linux Enterprise Server 9 for x86 (Update 3/4)                         | OK       | OK               | OK                             |
| x86 Linux(32ビット)   | SUSE Linux Enterprise Server 10 for x86 (Update 1/2)                        | OK       | OK               | OK                             |
| x86 Linux(32ビット)   | SUSE Linux Enterprise Server 10 for x86 Xen Kernel (Update 3/4)             |          |                  | OK                             |
| x86 Linux(64ビット)   | Red Hat Enterprise Linux AS 4.0 AMD64/EM64T(Update 5/6/7)                   | OK       | OK               | OK                             |
| x86 Linux(64ビット)   | Red Hat Enterprise Linux ES/WS 4.0 AMD64/EM64T(Update 5/6/7)                |          | OK               | OK                             |
| x86 Linux(64ビット)   | Red Hat Enterprise Linux AS 5.0 AMD64/EM64T(Update 1/2)                     | OK       | OK               | OK                             |
| x86 Linux(64ビット)   | Red Hat Enterprise Linux ES/WS 5.0 AMD64/EM64T(Update 1/2)                  |          | OK               | OK                             |
| x86 Linux(64ビット)   | Red Hat Enterprise Linux AS/ES/WS 5.0 AMD64/EM64T/Xen Kernel (Update 1/2)   |          |                  | OK                             |
| x86 Linux(64ビット)   | SUSE Linux Enterprise Server 9 for x86 AMD64/EM64T(Update 3/4)              | OK       | OK               | OK                             |
| x86 Linux(64ビット)   | SUSE Linux Enterprise Server 10 for x86 AMD64/EM64T(Update 1/2)             | OK       | OK               | OK                             |
| x86 Linux(64ビット)   | SUSE Linux Enterprise Server 10 for x86 AMD64/EM64T/Xen Kernel (Update 3/4) |          |                  | OK                             |
| POWER Linux(64ビット) | Red Hat Enterprise Linux AS 4.6/4.7                                         | OK       | OK               | OK                             |
| POWER Linux(64ビット) | Red Hat Enterprise Linux AS 5.1/5.2                                         | OK       | OK               | OK                             |
| POWER Linux(64ビット) | Red Hat Enterprise Linux AS 5.2 (IBM BladeCenter QS21/QS22)                 |          | OK               | OK                             |
| POWER Linux(64ビット) | SUSE Linux Enterprise Server 9                                              | OK       | OK               | OK                             |
| POWER Linux(64ビット) | SUSE Linux Enterprise Server 10                                             | OK       | OK               | OK                             |
| AIX                   | IBM AIX 5.3 (TL06 SP4以降)                                                  | OK       | OK               |                                |
| AIX                   | IBM AIX 6.1 (TL01 SP1以降)                                                  | OK       | OK               |                                |
| IBM i                 | IBM i 6.1 (i5/OS 6 リリース 1)                                              |          |                  | OK                             |
| IBM i                 | IBM i 5.4 (i5/OS 5 リリース 4)                                              |          |                  | OK                             |

| プラットフォーム  | OS                                                          | サーバー | 共通エージェント | プラットフォーム・エージェント | IBM z/VM MAP エージェント |
| ----------------- | ----------------------------------------------------------- | -------- | ---------------- | ------------------------------ | ------------------------- |
| z/Linux(31ビット) | Red Hat Enterprise Linux AS 4.0 Update1/2/3/4/5/6/7         |          | OK               | OK                             |                           |
| z/Linux(31ビット) | SUSE Linux Enterprise Server 9 SP1/2/3/4                    |          | OK               | OK                             |                           |
| z/Linux(64ビット) | Red Hat Enterprise Linux AS 4.0 (64bit) Update1/2/3/4/5/6/7 | OK       | OK               | OK                             |                           |
| z/Linux(64ビット) | Red Hat Enterprise Linux AS 5.0 (64bit) Update1/2           | OK       | OK               | OK                             | OK                        |
| z/Linux(64ビット) | SUSE Linux Enterprise Server 9 (64bit) SP1/2/3/4            | OK       | OK               | OK                             | OK                        |
| z/Linux(64ビット) | SUSE Linux Enterprise Server 10 (64bit) SP1/2/              | OK       | OK               | OK                             | OK                        |

| 仮想化プラットフォーム                  | バージョン                                     |
| --------------------------------------- | ---------------------------------------------- |
| ハードウェア管理コンソール              | 7.3.3 SP2 (PTF MH01146)以降                    |
| ハードウェア管理コンソール              | 7.3.4以降                                      |
| Integrated Virtualization Manager (IVM) | 1.5.2.1 以降                                   |
| Integrated Virtualization Manager (IVM) | 2.1 以降                                       |
| Microsoft Virtual Server                | Microsoft Virtual Server 2005 R2 SP1           |
| Virtual I/O Server                      | 1.5.2.1 以降                                   |
| VMware ESX Server                       | VMware ESX Server 3.0.x サービス・コンソール   |
| VMware ESX Server                       | VMware ESX Server 3.5.x サービス・コンソール   |
| VMware ESXi                             | VMware ESXi 3.5 Update 2 以降                  |
| VMware VirtualCenter                    | VMware VirtualCenter V2.0.x                    |
| VMware VirtualCenter                    | VMware VirtualCenter V2.5.x                    |
| Xen                                     | Red Hat Enterprise Linux 5.0 (Xen 3.0.3)       |
| Xen                                     | Red Hat Enterprise Linux 5.1 (Xen 3.1)         |
| Xen                                     | Red Hat Enterprise Linux 5.2 (Xen 3.1.2)       |
| Xen                                     | SUSE Linux Enterprise Server 10 (Xen 3.0)      |
| Xen                                     | SUSE Linux Enterprise Server 10 SP1(Xen 3.0.4) |
| Xen                                     | SUSE Linux Enterprise Server 10 SP2(Xen 3.2)   |
| z/VM                                    | z/VM 5.4                                       |

## ライセンス
IBMソフトウェア製品(IPLA)であるが、IBM System機器上での利用には無償のライセンスとサブスクリプションが提供される。IBM製でないIAサーバーでのエージェントの利用には20台まで無償ライセンスが付与され、20台を超える場合はnon-IBMライセンスの購入が利用の条件となっている。

## 提供形態
かつてはIBM System x、BladeCenterにCDが同梱されていた。現在はIBMサポートWebサイトからもダウンロード可能である。

## リリースバージョン
- IBM Systems Director 6.3
- IBM Systems Director 6.2
- IBM Systems Director 6.1
  - 管理コンソールのWebベースユーザー・インターフェースへの変更
  - サーバーのDBMSサポートにDB2 Expressを追加
  - PostgreSQL、Microsoft SQL Server 2000、Microsoft Jet Database Engine のサポート削除
  - リモート管理機能の強化（Virtual Network Computing (VNC)、Remote Desktop Protocol(RDP) など業界標準ツールをプラグイン）
  - IBM Virtualization Managerの統合・標準提供
  - ストレージ管理機能の強化（SMI-Sプロバイダ経由IBM DS3000/4000, DS6000のアラート受信、BladeCenter SのDisk Storage Moduleの構成管理GUI）
  - イベント・アクションの変更
    - "コンソール・ティッカー・テープへのメッセージの追加"、"コンソール・ユーザーへのイベント・メッセージの送信" 、"イベント」システムの状況の更新" の削除

  - ラック管理の削除
  - Microsoft クラスター管理の削除
  - IBM Director Extension キャパシティー・マネージャーの削除
  - IBM Director Extension ServeRAID マネージャーの削除
  - IBM Director Extension ソフトウェア配布 Premium Edition の削除
  - IBM Director Extension システム稼働状況レポートの削除
  - IBM Director Extension z/VM センターの削除
- IBM Director 5.20.3
  - MS SQL サーバーデータベースへのWindowsの認証での接続機能追加
  - リモート管理アダプターⅡの検索、ドライバーインストール機能追加
  - SASストレージの管理機能追加
- IBM Director 5.20.2
- IBM Director 5.20.1
- IBM Director 5.20.0
- IBM Director 5.10.3 
  - サーバー・ストレージ・プロビジョニング・ツールの追加
  - 外部アプリケーション起動タスクの拡張
  - iSCSI  構成ウィザードの追加
  - イベントの追加
  - BladeCenter T 管理モジュールのイベント重大度変更機能の追加
  - 同時リモート制御セッション数の制限機能の追加
  - OpenIPMI ドライバーのサポート
  - サポートOSの追加
    - VMware ESX 2.5.4, 3.0
    - SUSE Linux Enterprise Server 10

  - サポートDBMSの追加
    - Apache Derby  V10.1
    - IBM  DB2 8.1  FixPack 11
    - Microsoft SQL Server 2005
    - Microsoft SQL Server 2005 Express Edition
    - Oracle Database 10g Release 2
- IBM Director 5.10.2
  - サポートOSの追加
    - Red Hat Enterprise Linux AS/ES 3.0 for x86 (Update 6)
    - Red Hat Enterprise Linux AS/ES 4  for Intel x86 (Update 3), for AMD & EM64T (Update 3および4)
    - SUSE Linux Enterprise Server 9  for x86 (Service Pack 2 および 3), for AMD & EM64T (Service Pack 2 および 3)
    - Windows Server 2003 R2, Standard Edition / Enterprise Edition /Web Edition
    - Windows Server 2003 R2, Standard x64 Edition / Enterprise x64 Edition

  - サポートDBMSの追加
    - Microsoft  Data  Engine (MSDE) 2000 Service Pack 4
    - Microsoft SQL Server 2000 Service Pack 4
- IBM Director 5.10.1
  - BladeCenter Advanced Management Moduleのサポート
  - AIX用ハードウェア状況タスクの追加
- IBM Director 5.10.0 
  - DMI  ブラウザーの削除
  - Web  ベース・アクセスの削除
  - サーバー構成マネージャー　の追加　（「管理プロセッサー・アシスタント」の後継）
  - Microsoft管理コンソール(MMC)の削除
  - ラック・マネージャーの標準提供 (Server  Plus  Pack
  - Extensions システム稼働状況 の追加 （Server  Plus  Pack システム稼働状況の後継）
  - Extensions システム稼働状況 の追加（有償）（Server  Plus  Pack キャパシティー・マネージャーの後継）
  - Server  Plus  Pack アクティブ PCI  マネージャー の削除
  - Server  Plus  Pack ソフトウェア・レジュベネーション の削除
- IBM Director 4.22   (2005/5/26)
- IBM Director 4.21   (2005/2/01)
- IBM Director 4.20.2 (2004/10/05)
- IBM Director 4.20 (2004/7/13)
  - BladeCenter配置ウィザード機能追加
  - ASF2(Alert Standard Format Version2)サポート追加
  - 新システム管理プロセッサー(IPMI)サポート追加
  - SNMP V3 サポート追加
  - Linux System Health機能追加
- IBM Director 4.12 (2004/2/22)
- IBM Director 4.11 (2003/10/23)
  - Microsoft Windows Server 2003をサポート
- IBM Director 4.10.2 (2003/6/28)
  - 4.10の問題修正
- IBM Director 4.10 (2003/4/03）
  - IBM BladeCenter及び通常サーバ両方をサポート
  - Remote Deployment Manager(追加オプション）をサポート
  - Software Distribution(ソフトウェア配布追加オプション）をサポート
  - Application Workload Manager(処理能力の管理追加オプション）をサポート
  - VMware ESXをサポート
  - IBMサーバー用管理機能がIBM Director ExtensionsからServer Plus Packに名称変更
- IBM Director 4.0 for BladeCenter
  - IBM BladeCenter専用リリース
- IBM Director 3.1.1 (2002/6/21）
  - 3.1の問題修正
- IBM Director 3.1 (2001/11/30）
  - 最大管理対象台数5000台に拡張
  - Common Information Model コンポーネントのアーキテクチャ変更
  - Windows XP サポート
  - MPM機能の削除
  - プロファイルマネージャー(設定の集中配布)機能の追加
  - ハードウェア状況(障害が発生したシステムを一目で判別)機能の追加
  - IBMサーバー用管理機能がUM SERVER EXTENSIONSからIBM Director Extensionsに名称変更
    - Netfinity SPスイッチ管理機能の削除
    - Netfinityファイバー・チャネルRAID管理機能の削除
- IBM Director アドオン・ツールの提供
  - Real Time Diagnostics (稼働中の故障診断機能)
  - アクティブPCI マネージャー (稼働中のPCIアダプターの交換/追加機能)
- IBM Director 2.21
  - 最大管理対象台数3000台に拡張
  - リモート管理アダプターの監視/操作サポート
- IBM Director 2.2　(2000/12/13）
  - Tivoli IT Directorへのアップグレード機能の削除
  - Linuxサポート
  - Microsoft Windows Millennium Editionサポート
  - SNMP Manager機能の追加
  - リモートセッション機能の追加
  - クリティカル・ファイルモニター機能の追加
- Netfinity Director with UM Services 2.12 (2000/3/21)
  - Windows 2000サポート
  - 日本語環境におけるIBMサーバー用管理機能（UM SERVER EXTENSIONS）のサポート
    - Netfinityシステム管理アダプター / システム管理プロセッサーサポート
    - キャパシティー管理（CPUやメモリー等のリソースの使用状況を監視し、パフォーマンスを向上させるためのレポーティング機能）
    - クラスターシステム管理（ミドルウェア、およびハードウェア・デバイスが複数サーバによって共有されるクラスター環境におけるシステム管理機能を提供）
    - Netfinity SPスイッチ管理（SPスイッチ上のさまざまなコンポーネントの稼動状況を監視）
    - RAIDマネージャー（IBM ServeRAIDアダプターの構成 / 管理機能を提供）
    - ソフトウェア・レジュベネーション（アプリケーション・ソフトウェアのエラー増加によるサーバーへの影響を回避）
    - Netfinityファイバー・チャネルRAID管理（Netfinityサーバーに接続されたファイバー・チャネル製品を、SNMPにより管理）
    - ラックマネージャー（グラフィカルな画面でラックの構成・管理を実現）
    - システム稼働時間レポート（システムの稼動実績をビジュアルにレポート化）

  - 日本語環境におけるIBM PC/Thinkpad用管理機能 (UM DESKTOP EXTENSIONS) のサポート
    - SMART Reaction™ II（ハードディスクのS.M.A.R.T.アラートを感知 / データ資産保護）
    - EZ Admin（ユーザー・アクセスの制限機能）
    - CoSession Remote UMS版（リモート操作）
    - PC Doctor UMS版（診断テスト）
    - CMOS Configurator（CMOS設定）
    - ConfigSafe（Windows オペレーティングシステムを使用しているPC用の包括的回復ツール）
- Netfinity Director with UM Services 2.11
  - 最初のリリース(Tivoli IT Director2.11をベースに本製品が開発されたため、Ver1.0〜2.10までのVersionは存在しない）
  - サポートOS:Windows NT 4.0 /Windows 95 /Windows 98 /Windows Me / OS/2 /NetWare /UnixWare
  - 最大管理対象台数1500台
  - 以下の機能を提供
    - 資産管理
      - 管理対象システムのハードウェア/ソフトウェア情報を収集し、インベントリー・データベースに格納。その後、収集されたハードウェアおよびソフトウェア・インベントリー・データを表示して分析し、要件に応じて表示をカスタマイズすることができる。

    - リソース・モニタリング
      - ネットワーク上のリソースの統計情報と使用状況を表示する。CPUディスク、メモリー、およびネットワーク・プロトコルなどの属性に関する情報を収集しモニターする。また、しきい値を設定し、モニター・データを記録してグラフを生成したり、しきい値を超えた場合にアラートを出すよう設定することが可能。

    - ファイル転送
      - ファイルの転送、デバイス・ドライバーの更新、システム・ファイルの置換といった、リモート・システムに対するファイル転送タスクを実行する。

    - イベントログ（Netfinity Directorが受信したログの表示）
    - リモート・コントロール
      - 管理対象システムのデスクトップをリモートから制御し、キーストロークとマウス・コマンドをリモート・システムに送信し、リモート・システムのデスクトップをIBM Director管理コンソールに表示することによって、より高速で正確な問題解決を提供することができる。

    - タスク・スケジューラー
      - インベントリー情報の収集といった非対話式タスクのスケジュールを作成・実行する。タスクは時間単位、日単位、週単位、月単位または年単位でスケジュール可能。また、管理対象システムの状態の変更や新規のハードウェアまたはソフトウェアの検出と起動させることや個々のシステムまたはグループごとにスケジュール実行が可能。

    - プロセス管理
      - リモートのシステムでアプリケーションおよびプロセスを始動/停止/モニタリングすることが可能。IBM Directorが特定のプロセスまたはアプリケーションを監視し、アプリケーションまたはプロセスが始動または終了した場合に、アラートを生成するような連動も可能。

    - Multi Platform Manager
      - MPM:Tivoli IT Directorにおいては、他の管理ソフトエージェントを管理する機能だが、Netfinity Directorでは、Netfinity Managerのエージェントを管理する機能のみが提供された。